# 第七代貝德福德公爵法蘭西斯·羅素
第七代貝德福德公爵法蘭西斯·羅素（英語：Francis Russell, 7th Duke of Bedford；1788年5月13日—1861年5月14日） KG，PC，是英國貴族與輝格黨政治人物。在繼承貝德福德公爵爵位前使用的稱號是「第七代塔維斯托克侯爵」（1802年－1839年）。他的妻子貝德福德公爵夫人安娜·羅素被認為是首創「下午茶」這一餐飲文化的人物。

## 早年與家族
法蘭西斯·羅素是第六代貝德福德公爵約翰·羅素與其第一任妻子喬治安娜·賓（Georgiana Byng）的長子，他的外公即喬治安娜的父親是第四代托靈頓子爵喬治·賓。他有兩個親弟弟與五個同父異母的弟妹，當中小他四歲的弟弟約翰·羅素在長大後兩度就職英國首相。
羅素少年時期就讀有名的西敏公學，1808年畢業於劍橋大學三一學院，獲文學碩士學位。同年8月8日，他與第三代哈靈頓伯爵查爾斯·斯坦霍普千金安娜·瑪麗亞·斯坦霍普成婚，兩夫妻於隔年誕下一子威廉，即後來的第八代貝德福德公爵威廉·羅素，這也是他唯一的孩子。

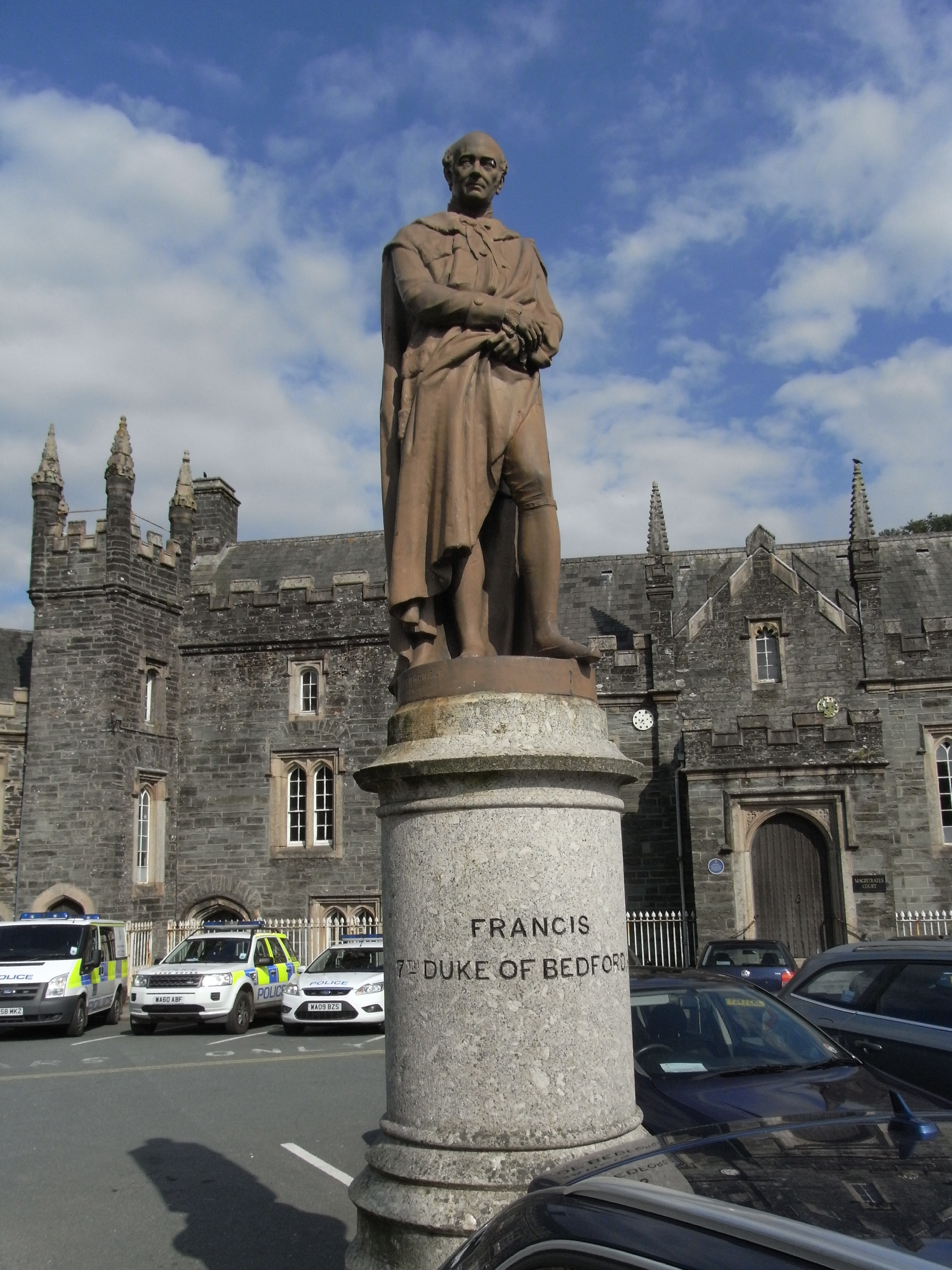
第七代貝德福德公爵法蘭西斯像，由雕塑家愛德華·鮑林·史蒂芬斯於1864年打造，位於塔維斯托克

1839年10月20日，他的父親第六代貝德福德公爵去世，羅素成為第七代貝德福德公爵。由於從前的第五代與第六代公爵過於浪費，繼承爵位後的羅素徹底地減縮了家中的開銷，甚至一度關閉作為貝德福德公爵邸宅的沃本修道院。其弟約翰·羅素為了發展其政治事業而向家中請求資金時，作為家主的哥哥法蘭西斯卻只肯給他最低限度的金額，而導致約翰的不滿。
然而羅素卻並不吝於招待客人，1859年一整年下來就有超過12000名客人拜訪了沃本修道院。負責招待客人的主要是他的妻子安娜·羅素，據說英國的「下午茶」習俗便是由她發揚光大的。

## 政治生涯
1809年，即畢業後隔年，羅素作為彼得伯勒選區的國會議員進入英國下議院，任期一直持續到1812年。接著他作為貝德福德郡選區議員一直就任到1832年。1833年，羅素透過遞進令狀制度繼承其父的附屬頭銜「索恩豪的羅素男爵」並得以進入英國上議院。1846年7月6日，羅素宣誓就職樞密院顧問官，隔年3月26日被授予嘉德勳章。1852年，他被任命為錫礦區法院法官。1859年，他被任命為貝德福德郡郡尉，一直擔任該職位直到1861年逝世為止。

## 逝世
法蘭西斯·羅素於1861年5月14日逝世，享壽73歲。他的遺體於5月22日被埋葬到白金漢郡區尼斯聖米迦勒教堂當中的「貝德福德小聖堂」（Bedford Chapel），這座小聖堂專門被用來埋葬羅素家族的成員，歷代貝德福德公爵皆葬於此地。法蘭西斯死後，由他的獨子威廉繼承貝德福德公爵的爵位。

## 外部連結
- Hansard 1803–2005: the Duke of Bedford在國會中的貢獻

| 大不列颠及北爱尔兰联合王国国会         | 大不列颠及北爱尔兰联合王国国会 | 大不列颠及北爱尔兰联合王国国会         |
| -------------------------------------- | --- | -------------------------------------- |
| 前任者： 法蘭奇·勞倫斯 威廉·艾略特     | 下議院彼得伯勒選區議員 1809－1812 與威廉·艾略特同時在任 | 繼任者： 威廉·艾略特 喬治·龐森比       |
| 前任者： 法蘭西斯·皮姆 理查·費茲派崔克 | 下議院貝德福德郡選區議員 1812－1832 與法蘭西斯·皮姆 1812－1818, 1820－1826 約翰·奧斯本爵士 1818－1820 Thomas Potter MacQueen 1826－1830 威廉·斯圖亞特 1830－1831 Sir Peter Payne 1831－1832同時在任 | 繼任者： 查爾斯·羅素勳爵 威廉·斯圖亞特 |
| 榮銜                                   | |                                        |
| 前任： 湯瑪斯·德格雷                   | 貝德福德郡郡尉 1859－1861 | 繼任： 法蘭西斯·庫珀                   |
| 英格蘭貴族爵位                         | |                                        |
| 前任者： 約翰·羅素                     | 貝德福德公爵 1839－1861 | 繼任者： 威廉·羅素                     |
| 前任者： 約翰·羅素                     | 索恩豪的羅素男爵 (遞進令狀) 1833－1861 | 繼任者： 威廉·羅素                     |